# Darwinovo pohoří
Darwinovo pohoří (Cordillera Darwin) je horské pásmo v jihozápadní části ostrova Isla Grande de Tierra del Fuego, které je jižním výběžkem And. Leží na území Chile (východní předhůří zasahuje i do Argentiny), je dlouhé 225 km a široké okolo 65 km. Hory svírá ze severu záliv Almirantazgo a z jihu průliv Beagle, nachází se zde národní park Alberta de Agostiniho. Vrcholy jsou kryty ledovcem o rozloze 2300 km². Pohoří je pojmenováno podle přírodovědce Charlese Darwina, který tuto oblast navštívil v roce 1832 na své plavbě s lodí HMS Beagle.
Za nejvyšší vrchol pohoří a celé Ohňové země byla původně považována hora Monte Darwin (2438 m n. m.), podle údajů publikovaných roku 2004 Johnem Shiptonem je však ještě vyšší hora, kterou neoficiálně pojmenoval podle svého otce Monte Shipton a jejíž výšku odhadl na 2580 m n. m.
První přechod Darwinova pohoří uskutečnila v říjnu 2011 francouzská expedice.